# Marquesado de Villaviciosa de Asturias
El marquesado de Villaviciosa de Asturias es un título nobiliario español creado el 16 de diciembre de 1892 por María Cristina de Habsburgo-Lorena, reina regente durante la minoría de edad del rey Alfonso XIII, a favor de Pedro José Pidal y Bernaldo de Quirós, diputado a Cortes, en recompensa a sus servicios y a los de su padre, Alejandro Pidal y Mon.
Su denominación hace referencia al concejo de Villaviciosa en la Comunidad Autónoma del Principado de Asturias.
Este título fue rehabilitado el 23 de octubre de 1964 por Pedro Pidal y Nano.

## Marqueses de Villaviciosa de Asturias
|                           | Titular                               | Periodo                   |
| Creación por Alfonso XIII | Creación por Alfonso XIII             | Creación por Alfonso XIII |
| ------------------------- | ------------------------------------- | ------------------------- |
| I                         | Pedro José Pidal y Bernaldo de Quirós | 1892-1941                 |
| II                        | Santiago Pidal y Guilhou              | 1941-1962                 |
| III                       | Pedro Pidal y Nano                    | 1964-2022                 |

## Historia de los marqueses de Villaviciosa de Asturias

Escudo de Villaviciosa (Asturias)

- Pedro José Pidal y Bernaldo de Quirós (1870-1941), I marqués de Villaviciosa de Asturias.[1]

Casó con Jacoba Guilhou y Georgeault, hija de Ernesto Guilhou, hijo único de Jean Antoine Numa Guilhou. Le sucedió su hijo.
- Santiago Pidal y Guilhou (m. Madrid, 6 de mayo de 1962),[4] II marqués de Villaviciosa de Asturias.

Casó con Madeleine de Foucault (m. Mieres, 4 de diciembre de 1941). Le sucedió:
- Pedro Pidal y Nano (m. 2022), III marqués de Villaviciosa de Asturias,[2] III marqués de Bermejillo del Rey.[6] Su hermana, Ana Rosa Pidal Nano, ha solicitado la sucesión en el título.[7]    Su hijo, don Pedro Guillermo Pidal Tonsaker has solicitado la sucesión en el título.[8]